# گوچ‌لو (دمیراوزو)
گوچ‌لو (به ترکی استانبولی: Güçlü) (به کردی: Zaranî) (به ارمنی: Զերանի) یک منطقهٔ مسکونی در ترکیه است که در دمیراوزو واقع شده‌است. گوچ‌لو ۵۱ نفر جمعیت دارد.